# 마이크로BTX
마이크로BTX(microBTX) 또는 uBTX는 컴퓨터 메인보드 폼 팩터이다. microBTX는 10.4 × 10.5 in (264 × 267 mm)이며 최대 4개의 확장 슬롯을 지원한다.

## 같이 보기
- 컴퓨터 폼 팩터 비교